# Miska Ylitolva
Miska Ylitolva (Espoo, 23 de mayo de 2004) es un futbolista finés que juega en la demarcación de defensa para el HJK Helsinki de la Veikkausliiga.

## Selección nacional
Tras jugar con la selección de fútbol sub-16 de Finlandia y la sub-18, finalmente el 26 de marzo de 2022 debutó con la selección absoluta en un encuentro amistoso contra Islandia que finalizó con un resultado de empate a uno tras el gol de Teemu Pukki para Finlandia, y de Birkir Bjarnason para Islandia.

## Clubes
| Club                  | País      | Año   | Partidos | Goles |
| --------------------- | --------- | ----- | -------- | ----- |
| Rovaniemen Palloseura | Finlandia | 2021  | 21       | 0     |
| Klubi-04              | Finlandia | 2022  | 6        | 0     |
| HJK Helsinki          | Finlandia | 2022- | 7        | 0     |

## Palmarés

### Títulos nacionales
| Título        | Club         | País      | Año  |
| ------------- | ------------ | --------- | ---- |
| Veikkausliiga | HJK Helsinki | Finlandia | 2022 |